# Parc d'État de Blackwater Falls
Le parc d'État de Blackwater Falls (Blackwater Falls State Park) est un parc d'État situé dans les monts Allegheny du comté de Tucker, en Virginie-Occidentale, aux États-Unis. 

## Description
La pièce maîtresse du parc est constituée par les chutes Elakala, une série de quatre cascades, sur la rivière Blackwater qui prend sa source à Canaan Valley et passe par le canyon de Blackwater. 
Elle est parmi les lieux les plus photographiés de l'État et apparaît sur les calendriers, articles de papeterie, des publicités de toutes sortes et les puzzles. La rivière est appelée ainsi pour son eau assombrie par l'acide tannique.